# Estudios críticos animales
Los Estudios Críticos Animales (ECA o Critical Animal Studies, CAS en inglés original) aplican la teoría crítica  a los estudios animales y a la ética animal. Surgieron en 2001, con la fundación del Centro para la Liberación Animal que crearon Anthony J. Nocella II y Steven Best. Este centro, en 2007, pasó a ser el Instituto de Estudios Críticos Animales (ICAS).   El interés central de los ECA es la ética animal, firmemente basada en la interseccionalidad transespecies, la justicia ambiental, la política de justicia social y el análisis crítico del papel subyacente desempeñado por el sistema capitalista.  Les académiques de este campo buscan integrar la investigación académica con el compromiso político y el activismo.

## Historia

### Antecedentes
Los ECA se remontan a los movimientos sociales críticos de las décadas de 1960 y 1970, cuando las cuestiones ecológicas y sobre los demás animales entraron en el debate académico. Fue también entonces cuando surgieron los primeros movimientos por la liberación animal: Bands of Mercy y Frente de liberación animal. La historia institucional de los ECA comienza en 2001 cuando Steven Best y Anthony J. Nocella II establecieron el Centro para la Liberación Animal (del original, Centre for Animal Liberation Affairs o CALA). Durante los años siguientes, en el CALA se realizaron investigaciones sobre cuestiones relacionadas con la explotación animal, se proporcionó educación y análisis, y se asesoró sobre diferentes políticas. Dos iniciativas importantes fueron la Conferencia anual de Filosofía y Política de Liberación Animal y la fundación de la Revista de Filosofía y Política de Liberación Animal, posteriormente rebautizada como Revista de Estudios Críticos sobre Animales. El nombre del movimiento (ECA) surgió en 2006, como consecuencia de largos debates entre activistas y académicos que colaboraron con el CALA. En abril de 2007, el CALA cambió su nombre por el de Instituto de Estudios Críticos Animales (ICAS). 

### ICAS (Instituto de Estudios Críticos Animales)
El ICAS es una organización privada dirigida por una Junta Directiva Ejecutiva, con miembros que son responsables de tomar decisiones importantes sobre su misión, planes estratégicos y principios. Desde 2011, la institución es una red internacional, con sucursales en Europa, Asia, África, Sudamérica y Oceanía. Desde entonces, ha establecido una serie de iniciativas, como la de Estudiantes de Estudios Críticos Animales, el Colectivo de Investigación Interseccional, los Premios Anuales Tilikum y la Revista Latinoamericana de Estudios Críticos Animales (Revista LECA). En 2014, el ICAS publicó y editó un volumen titulado Definición de los Estudios Críticos Animales: Un enfoque interseccional de justicia social para la liberación (del original: Defining Critical Animal Studies: An Intersectional Social Justice Approach for Liberation) (coeditado por Anthony J. Nocella II, John Sorenson, Kim Socha y Atsuko Matsuoka). La publicación define los objetivos y principios básicos del movimiento. El ICAS también publica tres revistas: Journal for Critical Animal Studies, Peace Studies Journal y Green Theory and Praxis. 

## Diez principios
Los principios que guían el trabajo de los ECA se incluyeron en el artículo "Introducción a los Estudios Críticos Animales", publicado en el Journal of the Critical Animal Studies en 2007. 
1. Interdisciplinariedad: apoya el trabajo colaborativo de académiques de diferentes campos para proporcionar una visión más profunda y completa de las relaciones entre los seres humanos y el resto de animales.
2. Subjetividad: Cuestiona la noción de que el análisis académico puede ser completamente objetivo, desprovisto de valores normativos y compromisos políticos.
3. Enfoque de la teoría a la práctica: percibe la teoría como punto de partida para la acción política y el compromiso social.
4. Interseccionalidad: Señala las raíces comunes de muchas formas de opresión, como el especismo, el sexismo, el racismo y otras ideologías basadas en la violencia, consideradas como componentes de los sistemas globales de dominación.
5. Enfoque antijerárquico: Proporciona una postura anticapitalista, orientada a la democratización y descentralización de la sociedad.
6. Solidaridad: No se centra únicamente en cuestiones animales. Más bien, pretende forjar alianzas con otros movimientos sociales dedicados a la lucha contra la opresión.
7. Liberación total: Enfatiza la necesidad de la liberación humana, no humana y de la Tierra y las percibe como una lucha común.
8. Desconstruir binariedades: Desvirtua las oposiciones socialmente construidas, como la de humano-animal y la de naturaleza-cultura.
9. Política radical: apoya todas las tácticas que promueven el cambio utilizadas en los movimientos de justicia social, como el sabotaje económico y la acción directa.
10. Diálogo crítico: Promueve el diálogo constructivo entre diversos grupos académicos, activistas e individues, sectores públicos y sin ánimo de lucro.

## Estudios animales
Existen diferencias significativas entre los Estudios Críticos Animales y los estudios animales . La ECA es una opción más radical, que subraya abiertamente la necesidad de compromiso político y aboga por la acción directa, lo que puede considerarse controvertido en los círculos académicos más tradicionales. Las personas partidarias de los ECA suelen destacar que, si bien los estudios animales han hecho una gran contribución a la creciente conciencia sobre las complejidades de las relaciones entre seres humanos y el resto de animales, carecen de un compromiso moral profundo y permanecen alejados de los problemas más significativos. Vale la pena considerar que el término “estudios animales” se refiere a diverses académiques y metodologías, algunas de las cuales plantean claramente la necesidad de un compromiso ético.
Según Dinker y Pedersen, los Estudios Críticos Animales implican un enfoque tanto crítico-analítico como afirmativo-transformativo de los animales y sus afectos.  : 419 Uno de los propósitos centrales de los ECA, según ellos, es trabajar contra todas las formas de opresión y mercantilización  : 420 “rompiendo los silencios que normalmente rodean la situación de los animales en la sociedad humana”.  : 419 La educación interseccional que incluye a todas las especies es una dimensión clave de los ECA, que identifica varias formas en las que el especismo intersecciona con otras cuestiones de justicia social como el racismo, el sexismo, el heterosexismo y el capacitismo.  : 420 